# Tony Hoar
Pour les articles homonymes, voir Hoar (homonymie).
Tony Hoar est un ancien coureur cycliste professionnel anglais, né le 10 février 1932 à Emsworth et mort le 5 octobre 2019.
Professionnel de 1955 à 1956, il remporte six victoires.
Il est la lanterne rouge du Tour de France en 1955 et devient ainsi avec Brian Robinson le premier Britannique à terminer l'épreuve.

## Biographie

### Carrière amateur
Plombier à Portsmouth,, Tony Hoar commence le cyclisme à la fin des années 1940 en créant un club amateur dans sa ville natale Emsworth en Angleterre. Il s'illustre alors dans le Tour d'Irlande en mai 1954 en remportant trois étapes et la troisième place du classement général. Son club dure peu de temps mais suffisamment pour que Tony Hoar soit repéré par les sélectionneurs de l'équipe nationale britannique pour les Empire Games en août 1954 à Vancouver.

### Carrière professionnelle

#### 1955
Tony Hoar passe professionnel dans la première équipe professionnelle britannique Cycles Hercules en 1955. En juin 1955, il est sélectionné dans la première équipe de Grande-Bretagne à s'aligner sur le Tour de France,. Cette sélection est formée autour de sept coureurs de la Cycles Hercules. Cette formation avait été montée par le manufacturier, en 1953, dans le but d'amener des coureurs britanniques à participer au Tour.
En 1955, il devient avec Brian Robinson, le premier Britannique à finir le Tour de France. Il termine l'épreuve à la 69e et dernière place du classement général final, décrochant ainsi le titre honorifique de Lanterne rouge,. La notoriété ainsi acquise au Parc-des-Princes à Paris lui permet de participer aux critériums d'après-Tour au même titre que les autres figures de l'épreuve dont notamment le vainqueur Louison Bobet.

#### 1956
En 1956, Tony Hoar poursuit sa carrière professionnelle dans l'équipe Suisse Cilo - Saint-Raphaël . Il est sélectionné pour le Tour d'Espagne dans l'équipe Mixte Suisse-Grande-Bretagne. Il tient un rôle de parfait "domestique" pour l'équipe dont le leader est Hugo Koblet.

### Après-carrière
Peu de temps après sa carrière, Tony Hoar émigre au Canada fin 1956,. Il devient ingénieur dans l'industrie et concepteur de cycles pour la marque CBS, Canadian Bicycle Specialists. En juillet 1982, il fait partie des membres créateurs de la fédération internationale de BMX et en devient le vice-président,,. Il conçoit le fauteuil-roulant du triple champion paralympique des années 1980 Rick Hansen,. En 2013, à Vancouver il possède une société de remorques pour vélos.

## Palmarès
- 1953
  - 3e étape du Tour of the Stations
- 1954
  - Tour d'Irlande[4]
    - 4e, 6e et 7e étapes
    - 3e du classement général
- 1955
  - 5e étape du Tour des Pays-Bas
  - 4e étape du Tour de Grande-Bretagne
  - 3e étape du Tour d'Égypte

## Résultats sur les grands tours

### Tour de France
1 participation
- 1955 : 69e et lanterne rouge

### Tour d'Espagne
1 participation
- 1956 : abandon (10ea étape)[12]